# Axumawit Embaye
Axumawit Embaye (ur. 18 października 1994) – etiopska lekkoatletka specjalizująca się w biegach średnich. 
Siódma zawodniczka biegu na 1500 metrów podczas mistrzostw świata juniorów (2012). W 2014 zdobyła srebro halowych mistrzostw świata w Sopocie.
Medalistka mistrzostw Etiopii.

## Osiągnięcia
| Rok  | Impreza                     | Miejsce   | Konkurencja         | Pozycja    | Wynik    |
| ---- | --------------------------- | --------- | ------------------- | ---------- | -------- |
| 2012 | Mistrzostwa świata juniorów | Barcelona | bieg na 1500 metrów | 7. miejsce | 4:12,92  |
| 2014 | Halowe mistrzostwa świata   | Sopot     | bieg na 1500 metrów | 2. miejsce | 4:07,12  |
| 2014 | Mistrzostwa Afryki          | Marrakesz | bieg na 1500 metrów | 4. miejsce | 14:13,27 |
| 2016 | Halowe mistrzostwa świata   | Portland  | bieg na 1500 metrów | 4. miejsce | 4:09,37  |
| 2019 | Mistrzostwa świata          | Doha      | bieg na 1500 metrów | eliminacje | 4:08,56  |
| 2022 | Halowe mistrzostwa świata   | Belgrad   | bieg na 1500 metrów | 2. miejsce | 4:02,29  |

## Rekordy życiowe
- bieg na 800 metrów (stadion) - 2:02,77 (15 lipca 2019, Varberg)
- bieg na 1500 metrów (stadion) – 3:58,80 (5 czerwca 2022, Rabat)
- bieg na 1500 metrów (hala) – 4:02,12 (28 stycznia 2022, Karlsruhe)
- bieg na milę (stadion) – 4:18,58 (12 lipca 2019, Monako)